# Frullania mexicana
Frullania mexicana là một loài Rêu trong họ Jubulaceae. Loài này được Lindenb. mô tả khoa học đầu tiên năm 1845.